# Torso (groupe)
Pour les articles homonymes, voir Torso.
Torso est un groupe d'electro français, originaire de Strasbourg. Il est composé de Vinz F (chant, guitares, programmations) et Alex (guitares).

## Biographie
Torso est formé en 2002 à Strasbourg, en Alsace, par Vincent Fallacara (Vinz F). Il est ensuite rejoint par Alex Omont (guitare) et Marc Lindemann (batterie). S'ensuit une première démo de 4 morceaux enregistrée l'année suivante, en 2003, puis une participation à la compilation Bruit et fureur. En 2004, le groupe sort son premier EP éponyme qui comprend cinq morceaux. À cette période, le groupe joue beaucoup localement en Alsace mais aussi dans l'Allemagne frontalier, et décide d'enregistrer un album qui sortira à l'automne 2005 sous le titre 9:solfatares, permettant d'assurer une première partie pour le groupe Metric,.
En 2007 sort un deuxième album, Éloge de la compression. En 2009 sort leur troisième album, Rien de nouveau (en quelque sorte),. En 2011, ils sortent leur deuxième EP Des tâches sur mon Rorschach.

## Style musical
L'univers musical du groupe repose sur des piliers tels que Joy Division, New Order, And Also the Trees, The Cure, Diabologum, Arnaud Michniak ou encore le trip hop de Massive Attack et la poésie noire de Thiéfaine. Le style musical du groupe a aussi été qualifié de post-punk à ses débuts. 

## Discographie

### Albums studio
- 2005 : 9:solfatares
- 2007 : Éloge de la compression
- 2009 : Rien de nouveau (en quelque sorte)

### EP
- 2004 : Torso
- 2011 : Des tâches sur mon Rorschach